# توم مورتون (صحفي الموسيقى)
توم مورتون (بالإنجليزية: Tom Morton)‏ هو كاتب سير ومؤلف وصحفي بريطاني، ولد في 31 ديسمبر 1955 في إنجلترا في المملكة المتحدة.